# Crimson Sky
«Crimson Sky» (['krimzən skaɪ], англ. «Багряне небо») — український метал-гурт, який виконує музику в стилі готичний дум-метал. Гурт виступав на одній сцені з такими відомими гуртами як: «Helloween», «Haggard», «Cemetery of Scream», «The Mary Major» («ex-Beseach»), «MOURNFUL GUST», Sinful [Архівовано 11 січня 2012 у Wayback Machine.], «Balfor», «Lyfthrasyr», Otto Dix, Fleshgore, «The Fading», «Hell: on», Тінь Сонця, «Apostate», VITER, Znich, «Complane, Nile» …

## Історія гурту
Гурт «Crimson Sky» в своєму оновленому складі розпочав працювати в травні 2010 року. Вокаліст, засновник та лідер гурту Богдан Торчило зібрав в оновлений склад як досвідчених, так і молодих музикантів. З старого ж складу був лише він сам та клавішник Анатолій Кирилюк.
Засновано ж гурт «Crimson Sky» було в липні 1998 року, в місті Рівне (Україна), Богданом Торчило та його другом Назаром Мазурком. З самого початку своєї історії гурт почав грати в стилі готичний дум-метал.
Рання історія гурту була становленням гурту і не була насичена особливо значущими подіями в творчому та концертному плані.
Довгий час прогрес гурту уповільнювався через різні зміни складу та музичні розбіжності. То ж творча та концертна діяльність прогресувала не так швидко, як того бажалося.
З того періоду можна згадати коротку хронологію:
- 2000 рік — перші виступи та перший активний концертний період.
- 2003 рік — активний творчий період старого складу, було написано матеріал, який за своєю тривалістю міг бути вартим на повноцінний студійний альбом. Однак знову через певні музичні розбіжності та зміни у складі матеріал не вдалося записати. Сталися чергові зміни у складі гурту.
- Осінь 2005 — останній виступ старого складу.
- Січень 2006 — останні репетиції старого складу, після яких лідером гурту Богданом Торчило було прийняте рішення про пошук нового складу…
- Кінець 2006 року — і по сьогодні вокальна і творча діяльність Богдана Торчило в складі гурту «Тиранія».
- Травень 2010 — як було вже згадано вище, відбувається відродження «Crimson Sky» в оновленому складі.

Протягом перших місяців роботи колектив плідно працював над новою концертною програмою і 23 жовтня 2010 відбулась концертна прем'єра відродженого «Crimson Sky».
В листопаді 2010 — гурт приступає до студійного запису, який відбувався на студії дружнього гурту Merva [Архівовано 2 березня 2008 у Wayback Machine.].
Протягом 11 днів було записано матеріал дебютного альбому «Rising». Далі протягом наступних декількох місяців тривала робота над зведенням та мастерінгом даного альбому. Звукорежисуру, зведення та мастерінг альбому виконав Петро Зарудний — вокаліст, гітарист та лідер гурту «Merva».
В квітні 2011 гурт «Crimson Sky» презентує свій перший інтернет-синглу «Примарний Сон — Illusive Dream».
Сингл отримує дуже багато схвальних відгуків в Україні та за її межами, і в травні 2011 гурт підписує договір з лейблом «Black Art production & distribution» про видання альбому «Rising».
Червень 2011 — вихід альбому «Rising» на лейблі «Black Art production & distribution»
У цей час гурт працює над підготовкою до концертів в підтримку альбому та вже працює над матеріалом для другого студійного альбому.
В червні 2011 стало відомо, що гурт «Crimson Sky» — офіційно підтверджені учасники фестивалю «Global East Festival».
Вересень 2011 — «Crimson Sky» виступили на фестивалі «Global East Festival» (Київ, Україна). Хедлайнер фестивалю німецький гурт «Helloween». Разом з гуртом «Crimson Sky» на фестивалі брали участь гурти «Lyfthrasyr», «The Mary Major», «Apostate», «Sunrise», W.H.I.T.E., Znich
Жовтень 2011 — «Crimson Sky» були запрошені підтримати гурт «Haggard» на концерті у Харкові, разом із місцевим гуртом D.R.I.F.F.

## Склад гурту
- Богдан Торчило — чоловічий вокал, гроулінг
- Анатолій Кирилюк — клавішні
- Сергій Медвідь — гітара
- Людмила Савчук — скрипка
- Мирослава Романюк — жіночий вокал
- Олексій Омельчук — гітара
- Сергій «Карабас» Коробко — бас-гітара
- Антон М'ясніков — ударні

В записі альбому «Rising», а також в ряді концертів брали участь:
- Ольга Гузій — жіночий вокал
- Іван Федоров — бас-гітара
- Діма Драм — ударні
- Михайло Земельский — сесійні ударні

## Дискографія

### Студійні альбоми
- «Rising» (2011)
- «Transcendental Trip» (2015)

### Сингли
- «Примарний сон — Illusive Dream» (2011)
- «Blind Alley» (2012)